# サキシマエノキ
サキシマエノキ（先島榎、Celtis biondii var. insularis）はニレ科エノキ属の落葉小高木。

## 概要
日本では沖縄県の宮古諸島のみに、日本国外ではスラウェシ島とニューギニアに分布する。石灰岩地の崖上等に生育する。
小高木で樹高2～5m。葉は卵形～広倒卵形、長さ3～7 cm、葉縁には鋸歯を持ち、尾状鋭尖頭で、3行脈を持つ。葉身は厚く、表面はざらつく。開花は5～6月頃。核果（果実）は球形で直径6mm程度、黒褐色に熟す。
宮古諸島に分布している個体群が日本で唯一であるとともに、本変種の分布の北限にあたる。個体数が元々少ない上に自生地の開発等により絶滅のおそれがある。

## 保全状態評価
- 絶滅危惧IA類 (CR)（環境省レッドリスト）

生育地である下記の地方公共団体が作成したレッドデータブックにも掲載されている。
- 沖縄県：絶滅危惧IB類